# Anthoscopus minutus
O Anthoscopus minutus, comumente conhecido como pássaro-do-algodão-do-cabo, é uma espécie de ave da família Remizidae. É encontrada em África do Sul, Angola, Botsuana, Namíbia, e Zimbábue, no sul do continente africano. Seus habitats naturais são a savana seca, o matagal seco tropical ou subtropical e vegetação arbustiva de tipo mediterrâneo. Com oito centímetros, é uma das menores espécies de aves encontradas na África, junto com seus semelhantes, o pássaro-do-algodão-cinzento e o pássaro-do-algodão-murino, também do gênero Anthoscopus.

## Taxonomia
A ave foi formalmente descrita e ilustrada em 1812 pelo naturalista inglês George Shaw, originalmente sob o nome binomial de Sylvia minuta. A espécie está agora inserida no gênero Anthoscopus, que foi introduzida em 1851 pelo ornitólogo alemão Jean Cabanis. O nome do gênero combina o grego antigo anthos, que significa "florescer" ou "flor", com skopos, que significa "pesquisador". O epíteto específico minutus é do latim e significa "pequeno".
São reconhecidas três subespécies: 
- A. m. damarensis Anton Reichenow, 1905 – oeste de Angola e norte da Namíbia, norte, leste de Botsuana, Zimbábue e norte da África do Sul
- A. m. gigi Winterbottom, 1959 – sul da África do Sul
- A. m. minutus (George Shaw, 1812) – oeste, sul da Namíbia, sudoeste de Botsuana e oeste, centro da África do Sul

## Comportamento

### Reprodução
As aves constroem um ninho globular feito das teias das aranhas do gênero Stegodyphus, e também de fibras de seda de várias plantas. Um buraco de entrada é feito na lateral e, em direção para baixo, uma entrada e uma câmara falsa são feitas logo abaixo da entrada verdadeira da câmara interna do ninho. O bico de saco na entrada tem uma secção que se separa com a entrada verdadeira na parte superior, a 'parede' para cima com a parte superior é para fechar a entrada verdadeira pelo pássaro pouco antes deste deixar o ninho, de modo a mostrar apenas a entrada maior que leva a uma câmara falsa e vazia. Esta é uma defesa contra cobras e outros predadores da ave.